# Сант'Амброджо сул Гариляно
Сант'Амбро̀джо сул Гариля̀но (на италиански: Sant'Ambrogio sul Garigliano) е село и община в Централна Италия, провинция Фрозиноне, регион Лацио. Разположено е на 137 m надморска височина. Населението на общината е 976 души (към 2010 г.).